# 1778 în literatură
Anul 1778 în literatură a implicat o serie de evenimente și cărți noi semnificative.  

## Cărți noi
- Fanny Burney - Evelina
- Pierre-Louis Ginguené - Satire des Satires
- Clara Reeve - The Old English Baron